# پریور لیک (مینه‌سوتا)
پریور لیک (به انگلیسی: Prior Lake) شهری در شهرستان اسکات ایالت مینه‌سوتا در کشور ایالات متحده آمریکا است که جمعیت آن در سرشماری سال ۲۰۱۰ میلادی، ۲۲۷۹۶ نفر بوده‌است.